# Оушенпорт (Нью-Джерсі)
Оушенпорт (англ. Oceanport) — місто (англ. borough) в США, в окрузі Монмаут штату Нью-Джерсі. Населення — 6150 осіб (2020).

## Географія
Оушенпорт розташований за координатами 40°18′58″ пн. ш. 74°1′14″ зх. д. / 40.31611° пн. ш. 74.02056° зх. д. (40.316012, -74.020479).  За даними Бюро перепису населення США в 2010 році місто мало площу 9,84 км², з яких 8,24 км² — суходіл та 1,60 км² — водойми.

## Демографія
Згідно з переписом 2010 року, у селищі мешкали 5832 особи в 2227 домогосподарствах у складі 1596 родин. Було 2390 помешкань
Расовий склад населення:
| - 93,4 % — білих - 3,0 % — чорних або афроамериканців - 1,6 % — азіатів - 0,1 % — корінних американців |

До двох чи більше рас належало 1,3 %. Частка іспаномовних становила 4,0 % від усіх жителів.
За віковим діапазоном населення розподілялося таким чином: 23,4 % — особи молодші 18 років, 60,5 % — особи у віці 18—64 років, 16,1 % — особи у віці 65 років та старші. Медіана віку мешканця становила 44,4 року. На 100 осіб жіночої статі у селищі припадало 96,6 чоловіків;  на 100 жінок у віці від 18 років та старших — 93,5 чоловіків також старших 18 років.
Середній дохід на одне домашнє господарство  становив 111 865 доларів США (медіана — 90 238), а середній дохід на одну сім'ю — 127 033 долари (медіана — 109 241). Медіана доходів становила 78 889 доларів для чоловіків та 51 892 долари для жінок. За межею бідності перебувало 11,3 % осіб, у тому числі 23,1 % дітей у віці до 18 років та 3,6 % осіб у віці 65 років та старших.
Цивільне працевлаштоване населення становило 2654 особи. Основні галузі зайнятості: освіта, охорона здоров'я та соціальна допомога — 27,3 %, фінанси, страхування та нерухомість — 17,0 %, науковці, спеціалісти, менеджери — 16,2 %.